# Смугач фінвал
Смуга́ч фінва́л, смугач оселедцевий (Balaenoptera physalus) — типовий вид ссавців з родини смугачеві (Balaenopteridae) ряду китоподібні. 

## Опис
Це друга за довжиною тварина у світі після синього кита, понад 27 метрів завдовжки й вагою майже 74 тонни. Має довге й струнке буро-сіре тіло з блідим низом.

## Поширення
Зустрічається в усьому світі, в основному, але не виключно, у морських водах. Рідко зустрічається в тропіках, за винятком деяких областей з прохолодною водою, як-от поблизу Перу.

## Поведінка
Іноді полює на риб, але переважно на ракоподібних. Фінвал є одним з найшвидших китоподібних і може підтримувати швидкість 37 кілометрів на годину. Фінвали більш товариські, ніж інші смугачеві, й часто живуть у групах по 6—10 особин, хоча під час харчування група може досягати до 100 тварин.

## Відтворення
Парування відбувається в помірних, низьких широтах морів узимку. Вагітність триває 11 місяців. Дитинча відлучається від годування молоком у 6—7 місяців, коли має 11—12 метрів завдовжки. Самиці народжують що 2—3 роки, здебільшого лише одне дитинча, хоча повідомлялося про випадок народження одразу 6 дитинчат. Самиці досягають статевої зрілості у віці від 6 до 12 років. Максимальний вік — понад 100 років, були знайдені зразки з віком від 130 до 140 років.

## Етимологія
physalus: від грец. φύσαλος — «кит», від грец. φῡσάω — «дути».

## Цікаві факти
- У вересні 2021 року в порт Мізусіма в японському місті Курасікі зайшов танкер, на носовій частині якого зачепився 10-метровий мертвий кит. Екіпаж не знав про зіткнення з китом. За повідомленням Інституту досліджень китоподібних, це, ймовірно, був смугач фінвал[3].